# Nancy Mace
Nancy Ruth Mace, née le 4 décembre 1977, est une femme d'affaires, femme politique et auteure américaine, représentante élue de la première circonscription de Caroline du Sud à la Chambre des représentants des États-Unis. Depuis 2018, Mace est membre de la Chambre des représentants de Caroline du Sud pour le district 99, couvrant Hanahan, le nord-est de Mount Pleasant et Daniel Island.

## Jeunesse et éducation
Mace est née à Fort Bragg, en Caroline du Nord, de l'officier de l'United States Army James Emory Mace et de l'institutrice Anne Mace. En 1999, elle obtient un diplôme de The Citadel en administration des affaires. Mace obtient ensuite une maîtrise en journalisme et en communication de masse du Henry W. Grady College of Journalism and Mass Communication (en) de l'université de Géorgie.

## Carrière
En 2008, Mace lance une entreprise de conseil appelée The Mace Group. Elle travaille sur la campagne présidentielle de Donald Trump 2016 en Caroline du Sud.

## Carrière politique

### Campagne pour le Sénat des États-Unis en 2014
Le 3 août 2013, Mace annonce qu'elle se lance dans la course pour la nomination du Parti républicain au Sénat des États-Unis pour la Caroline du Sud pour les élections de 2014. Elle remporte 6,2 % des voix avec 19 560 votes exprimés en son nom à la primaire républicaine.

### Chambre des représentants de Caroline du Sud

#### Élection 2017
Le 18 septembre 2017, Mace dépose en tant que républicaine la possibilité de se présenter à une élection spéciale pour le siège du district 99 de la Caroline du Sud, laissé vacant par Jimmy Merrill, à la suite d'accusation de violations de l'éthique. Elle reçoit 49,5 % des voix lors de la primaire républicaine du 14 novembre.
Mace bat la démocrate Cindy Boatright aux élections générales du 16 janvier 2018 par une marge de 2 066 à 1 587 voix, soit 57-43 %. Mace a pris ses fonctions le 23 janvier 2018.

#### Mandat
En 2019, Mace plaide avec succès pour l'inclusion d'exceptions pour le viol et l'inceste dans un projet de loi sur l'interdiction de l'avortement qui est adopté à la Chambre des représentants de Caroline du Sud. Dans un discours prononcé devant la Chambre, Mace révèle avoir été violée à 16 ans. Elle déclare s'opposer à l'avortement mais ne pense pas que le gouvernement ait le droit de dire à une victime de viol ou d'inceste qu'elle n'a pas le droit de se faire avorter.
Mace co-parraine un projet de loi pour s'opposer au forage en mer au large des côtes de la Caroline du Sud. Elle rompt brusquement avec le projet du président Trump d'offrir des baux de forage pétrolier au large des plages de Caroline du Sud.
Mace obtient 100 % des suffrages de la Conservation Voters of South Carolina pour son bilan de vote contre le forage en mer et les tests sismiques,. Mace reçoit le Tax Payer Hero Award 2019 du South Carolina Club for Growth,.
En mai 2020, le projet de loi de réforme pénitentiaire de Mace, qui met fin à l'enchaînement des mères enceintes en prison, est promulgué par le gouverneur de la Caroline du Sud, Henry McMaster,.

### Campagne pour la Chambre des représentants des États-Unis en 2020
Mace annonce en juin 2019 qu'elle sollicite l'investiture républicaine pour le premier district du Congrès de Caroline du Sud, centré à Charleston et représenté par Joe Cunningham. Mace affronte la conseillère municipale de Mount Pleasant, Kathy Landing, et le fondateur de Bikers for Trump, Chris Cox, lors de la primaire républicaine le 9 juin 2020, primaire qu'elle remporte avec 57,5 % des voix.
Aux élections générales de novembre, Mace bat le démocrate sortant Joe Cunningham. Elle prend ses fonctions le 3 janvier 2021.

### Auditions du Oversight and Accountability Committee
En février 2023, alors qu'elle auditionne Vijaya Gadde, James Baker et Yoel Roth, anciens hauts responsables de Twitter dans le cadre des « Twitter files » et de la censure sur ce réseau social, Mace rend publics les effets secondaires dont elle souffre à la suite de sa deuxième injection de vaccin contre la Covid-19. Elle reproche notamment aux exécutifs de Twitter d'avoir indûment censuré des sommités du monde scientifique et médical dont les voix auraient éventuellement permis aux citoyens américains un choix plus éclairé.
Le corps de ces auditions est essentiellement destiné à définir de manière précise la collusion de Twitter avec le gouvernement américain et le FBI pour censurer des éléments importants ayant eu une influence majeure sur les élections présidentielles de 2020 et les élections midterms de décembre 2022.

## Positions politiques
Lors de sa campagne 2020 pour la Chambre, Mace souligne ses liens avec Donald Trump, Elle s'oppose à la Patient Protection and Affordable Care Act, affirmant : « Nous devons utiliser tous les moyens possibles pour abroger, annuler et finalement arrêter l'Obamacare ».